# Hannes Oberdörfer
Hannes Oberdörfer (Silandro, 4 aprile 1989) è un ex hockeista su ghiaccio italiano, di ruolo difensore.

## Carriera

### Club
Difensore di stecca destra, Oberdörfer è nato a Silandro, ma è cresciuto a Coldrano, frazione di Laces. Ha cominciato a praticare l'hockey su ghiaccio all'età di otto anni nelle file dell'Hockey Club Laces Val Venosta, per poi passare alle giovanili dell'HC Merano.
Ha esordito in prima squadra all'età di sedici anni, in seconda serie. Nelle stagioni successive si è ritagliato poi un posto da titolare. Nel 2008 è passato al Fassa, con cui ha esordito in massima serie.
Dopo una stagione ha fatto ritorno al Merano, rinominato Junior, dov'è rimasto per due stagioni prima di tornare nuovamente al Fassa per la stagione 2011-2012.
Anche la seconda esperienza coi fassani è durata una sola stagione: dopo un try-out con i San Francisco Bulls e gli Stockton Thunder in ECHL, nell'autunno del 2012 è passato all'Hockey Club Bolzano.
Dopo cinque stagioni, nell'estate del 2017 non ha rinnovato il contratto col Bolzano per motivi personali e di studio. In biancorosso ha vinto la EBEL 2013-2014 e preso parte ad un'edizione della Champions Hockey League e ad una della Continental Cup. Si è legato poi al Vipiteno, squadra della Alps Hockey League.

### Nazionale
Oberdörfer ha vestito le maglie delle rappresentative giovanili, con cui ha disputato un'edizione dei mondiali Under-18 di Prima Divisione (Slovenia 2007) ed una dei mondiali Under-20 di Prima Divisione (Danimarca 2009).
Dal 2014 è nel giro della nazionale maggiore, con cui ha preso parte alle qualificazioni olimpiche a Pyeongchang 2018.

## Palmarès
- EBEL: 1

Bolzano: 2013-2014